# SV Eintracht Hannover
SV Eintracht Hannover was een Duitse sportclub uit Hannover. De club was het meest bekend voor zijn voetbalafdeling maar was ook in andere sporten actief.

## Geschiedenis
De club werd op 15 maart 1898 opgericht door vijftien jongeren als Fußballclub Eintracht von 1898. Op 7 juli 1908 werd de club geregistreerd onder het nummer 126 in het register van Hannover. Aanvankelijk was de club voornamelijk actief in rugby en atletiek. Vanaf 1903 werd ook het voetbal belangrijk. In 1910 kwamen er ook hockey en tennis bij.
In 1954 nam de club een nieuw sportcomplex van 40000 m² in gebruik. De club gaat ook mee met zijn tijd en werd enkele jaren geleden ook actief in beachvolleybal. SV Eintracht telt ongeveer 1600 leden en is een van de grootste van Hannover.

## Voetbal
De club had eerst zware tegenstand van Hannoverscher FC 96. In 1909 won de club voor het eerst de titel van Hannover en plaatste zich zo voor de Noord-Duitse eindronde en verloor daar meteen met duidelijke cijfers van Eintracht Braunschweig. Na twee jaar onderbreken werd de club opnieuw kampioen in 1912, maar werd opnieuw door Braunschweig uitgeschakeld in de Noord-Duitse eindronde. Het volgende seizoen werd de club vicekampioen en plaatste zich zo samen met kampioen Hannoverscher 96 voor de nieuwe NFV-Liga, die een groter gebied bedekte. Door het uitbreken van de Eerste Wereldoorlog werd de competitie even gestaakt. In 1916 werden de activiteiten hervat, opnieuw op stadsniveau. Eintracht werd kampioen en werd andermaal door Braunschweig verslagen in de Noord-Duitse eindronde. Ook het volgende seizoen werd de club kampioen, maar door de perikelen in de oorlog werd er geen eindronde gespeeld. In 1918/19 werd er wel een eindronde gespeeld. De club versloeg VfB 04 Braunschweig en werd in de halve finale verslagen door Bremer SC 1891.
Vanaf 1920 werden de vele regionale competities in Noord-Duitsland vervangen door twee competities van tien clubs. Na twee seizoenen werd de competitie weer verder onderverdeeld. De club werd opnieuw kampioen en in de Noord-Duitse eindronde won de club eerst van FC Stern 07 Bremen en verloor dan van Hamburger SV. Na dit seizoen werd de naam gewijzigd in SV Eintracht 1898 Hannover. Na een aantal middenmootplaatsen degradeerde de club voor het eerst in 1929.
De club kon niet meteen terugkeren en na de invoering van de Gauliga Niedersachsen in 1933 slaagde de club er ook niet in om te promoveren. Door de Tweede Wereldoorlog werd de Gauliga verder onderverdeeld en na een tijdelijke fusie met Reichsbahn SG Hannover trad de club de twee laatste seizoenen aan als Reichsbahn SG/Eintracht Hannover in de Gauliga Südhannover-Braunschweig.
In 2013 fuseerde Eintracht met VfL Hannover tot VfL Eintracht Hannover. De nieuwe club speelt haar wedstrijden op het complex van Eintracht.